# Pride of America
Pride of America – statek pasażerski należący do floty Norwegian Cruise Line. Kadłub statku został zbudowany w stoczni Litton-Ingalls, Pascagoula, Mississippi, jednak w trakcie budowy stocznia ogłosiła upadłość z powodów finansowych. Kadłub został zakupiony przez Norwegian Cruise Line i przetransportowany do stoczni Lloyd Werft w Niemczech, gdzie prace zostały dokończone. Statek wszedł do eksploatacji 5 czerwca 2005.  W marcu 2013 statek przeszedł gruntowny remont w stoczni w Honolulu.
Pride of America wypływa z Honolulu w tygodniowe rejsy w rejonie archipelagu Hawaje, odwiedzając Kahului, Hilo, Kona, Nawiliwili.